# Georg Misch
Georg Misch (nascut el 5 d'abril, 1878 a Berlín i mort el 10 de juny, 1965 a Gotinga) va ser un filòsof alemany, unit als corrents vitalistes de la seva època i influenciat sobretot per Wilhelm Dilthey.

## Obres destacades
- Geschichte der Autobiographie, zwei Bände, Leipzig/Berlin 1907 (Bd. I, 3. Aufl. 1969; Bd. II, 2. Aufl. 1955).
- Der Weg in die Philosophie, Leipzig 1926 (2. Aufl. 1950).
- Lebensphilosophie und Phänomenologie. Eine Auseinandersetzung der Diltheyschen Richtung mit Heidegger und Husserl, Leipzig 1930 (3. Aufl. Stuttgart 1964)
- Der Aufbau der Logik auf dem Boden der Philosophie des Lebens, Freiburg 2002.